# Bénézit
Bénézit é a denominação usualmente dada ao Dictionnaire critique et documentaire des peintres, sculpteurs, dessinateurs et graveurs de tous les temps et de tous les pays par un groupe d'écrivains spécialistes français et étrangers (título completo da 4ª edição, 1999), uma publicação das Edições Gründ de Paris. Trata-se de  uma extensa obra de referência, criada inicialmente para museus, leiloeiros, historiadores e comerciantes de arte. Seu primeiro redator, Emmanuel Bénézit (1854-1920), parece ter sido fortemente inspirado pelo  dicionário  artístico alemão Thieme-Becker, publicado pela primeira vez em 1907.
Para a elaboração da obra, Bénézit contou com a colaboração de um grupo de especialistas internacionais. O dicionário, redigido em francês, foi publicado pela primeira vez,  em três volumes, entre 1911 e 1923. A edição seguinte era um conjunto de oito volumes, publicado entre 1948 e 1955. A edição de 1976 era constituída de dez volumes, e a edição de 1999 compunha-se de 14 volumes. Em 2006, foi publicada a primeira edição inglesa. Actualmente a edição de 14 volumes tem mais de 20.000 páginas, com mais de 170.000 entradas, e constitui um valioso instrumento de estudo e identificação de obras para todos os amantes de arte.